# Solanum bahianum
Solanum bahianum es una especie de planta fanerógama perteneciente a la familia Solanaceae. Es originaria de Brasil.

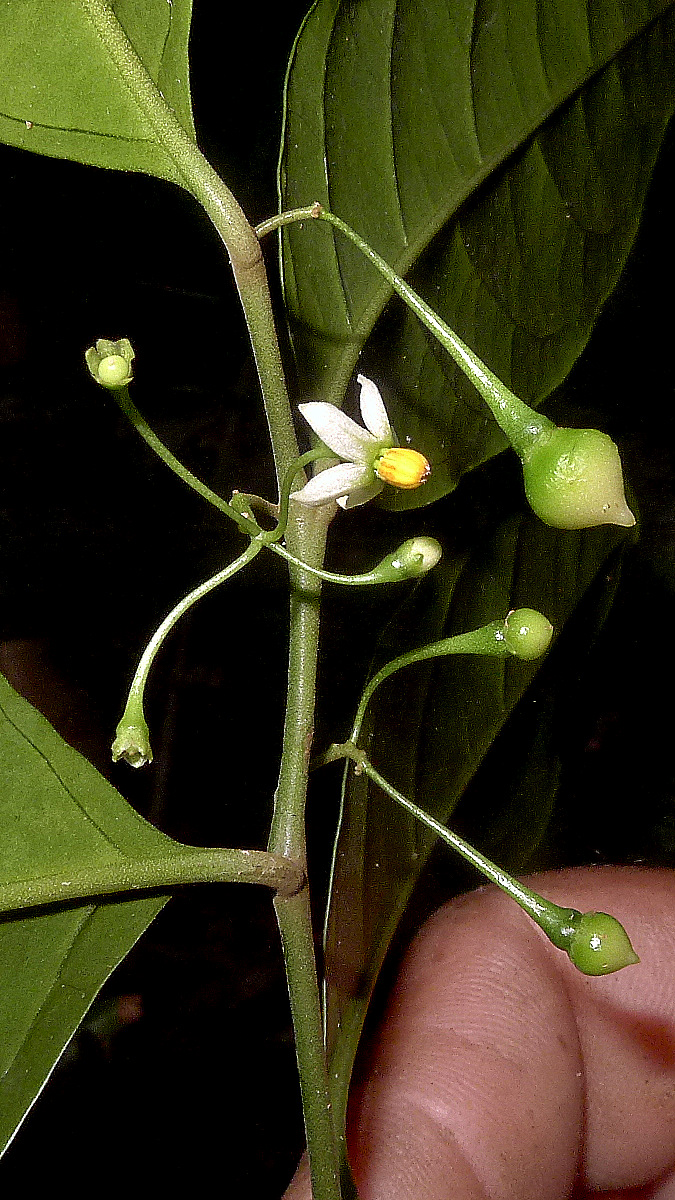
Flor

## Taxonomía
Solanum bahianum fue descrita por Sandra Diane Knapp y publicado en Bulletin of the British Museum (Natural History), Botany 19: 109. 1989.
Etimología
Solanum: nombre genérico que deriva del vocablo Latíno equivalente al Griego στρνχνος (strychnos) para designar el Solanum nigrum (la "Hierba mora") —y probablemente otras especies del género, incluida la berenjena— , ya empleado por Plinio el Viejo en su Historia naturalis (21, 177 y 27, 132) y, antes, por Aulus Cornelius Celsus en De Re Medica (II, 33). Podría ser relacionado con el Latín sol. -is, "el sol", debido a que la planta sería propia de sitios algo soleados.
bahianum: epíteto geográfico que alude a su localización en Bahia. 